# A furcsa srác
A furcsa srác (eredeti címe: Cyrus) 2010-es vígjáték-drámai amerikai film. Rendezői Jay Duplass és Mark Duplass. Szereplők: John C. Reilly, Jonah Hill, Marisa Tomei és Catherine Keener.
Magyarországi megjelenés: 2011. március 30. (DVD)

## Cselekménye
John hét éve elvált a feleségétől, de még mindig nem találta meg a helyét, volt feleségére barátként tekint, akihez gyakran fordul tanácsért. Mindketten a filmes szakmában dolgoznak vágóként.
A férfi egy bulin találkozik Mollyval és úgy érzi, hogy az ő számára ez a nő az igazi. Csak egy probléma van, Cyrus, a nő gyerekesen viselkedő, túlsúlyos felnőtt fia, aki még mindig vele él. A fiú nem akar osztozni az anyja szeretetén egy idegen férfival, és alattomos trükkökkel igyekszik eltávolítani őket egymástól. A két férfi hamar konfrontálódik egymással, először egy beszélgetés erejéig, majd a férfi volt felesége esküvőjén, ahol a fiú azt állítja, hogy a férfi nekitámadt a mosdóban és megverte. A férfi nem akarja elveszíteni a nőt, ezért a háttérbe húzódik, de a fiú felajánlja, hogy inkább ő költözik el. Néhány nap múlva azonban hazatér, éppen amikor a pár kezdene összemelegedni.
Végül a fiú feladja a harcot és visszahívja magukhoz a férfit.

## Szereposztás
- John C. Reilly – John
- Jonah Hill – Cyrus
- Marisa Tomei –  Molly, Cyrus anyja
- Catherine Keener – Jamie, John volt neje
- Matt Walsh – Tim
- Kim Rhodes – Dr. Dallas

## Fogadtatás
A film többnyire pozitív kritikákat kapott.
A Rotten Tomatoes 80%-ra értékelte 149 kritikus véleménye alapján.
A negatív kritikusok közül Manohla Dargis (The New York Times) a rendező Duplass fivéreken az ambíció hiányát kéri számon. Damien Magee (702 ABC Sydney) szerint „a Cyrus olyan film, amit sok ember, és az egyébként tiszteletre méltó kritikusok is összetévesztik a jó filmmel”. Szerinte a független filmekre jellemző klisékből áll.

## Külső hivatkozások
- Hivatalos oldala
- Cyrus az Internet Movie Database oldalon (angolul)
- Cyrus a Rotten Tomatoes oldalon (angolul)

- Cyrus a Box Office Mojo oldalon (angolul)

## Fordítás
Ez a szócikk részben vagy egészben  a   Cyrus (film) című angol Wikipédia-szócikk fordításán alapul.  Az eredeti cikk szerkesztőit annak laptörténete sorolja fel. Ez a jelzés csupán a megfogalmazás eredetét és a szerzői jogokat jelzi, nem szolgál a cikkben szereplő információk forrásmegjelöléseként.